# Gary Alexander (voetballer)

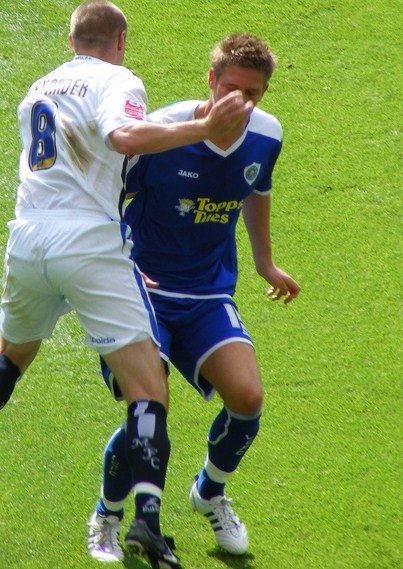
Gary Alexander tegen Michael Morrison van Leicester City FC op 13 september 2008

Gary Alexander (Londen, 15 augustus 1979) is een Engelse voetballer die speelt in het League One-team van Millwall FC.
Hij begon zijn carrière bij West Ham United, maar zijn eerste echte wedstrijden speelde hij op huurbasis bij Exeter City FC in het seizoen 1999/2000, waarbij hij 16 doelpunten in 37 League wedstrijden scoorde. Dit overtuigde Swindon Town FC om hem te kopen voor £500,000 in juli 2000.
Dit werd geen succes, maar een jaar later verhuisde hij naar Hull City FC. Een succesvol eerste seizoen, waarin hij 23 doelpunten scoorde, werd niet vervolgd in het volgende seizoen. In januari 2003 verhuisde hij naar Leyton Orient FC. Hij liet een nieuw contract in mei 2007 links liggen en verhuisde op 1 juli 2007 naar Millwall FC.
Zowel in het seizoen 2007/08 als in het seizoen 2008/09 werd hij topschutter bij Millwall FC